# Архитектура Кишинёва

## Молдавское княжество
Впервые в исторических документах Кишинёв упоминается 17 июля 1436 года. Вначале местечко принадлежало различным боярам, а позже стало монастырской вотчиной. Во время русско-турецких войн оно дважды, в 1739 и 1788 годах, сжигалось отступающими турецкими войсками.
На первом плане Кишинёва, составленном в 1800 году, видны одноэтажные дома, несколько церквей, озёра, плотины и мосты через реку Бык. Построенная в 1639 году первая церковь святого Николая была разрушена. Старейшие сохранившиеся церкви имеют характерный для молдавской средневековой архитектуры трёхлепестковый план и так называемый «молдавский свод» — два яруса арок, поддерживающих барабан с куполом.
Старейшие здания Кишинёва, сохранившиеся до наших дней:
- Мазаракиевская церковь (1752)
- Церковь Константина и Елены (1777)
- Армянская Церковь Св. Богородицы (1804)
- Благовещенская церковь (1807—1810)
- Харлампиевская церковь (1812)
- Георгиевская церковь (1818)
- Михайловская церковь (1830)
- Вознесенская церковь (1830)
- Всесвятская церковь (1830)
- Римско-католический костел (1840)
- Чуфлинская церковь (1856)
- Троицкая церковь (1869)
- Единоверческая Успенская церковь (1872)
- Греческая церковь (1891)
- Капелла женской гимназии (1895)
- Кишинёвская хоральная синагога (1913)

## Бессарабия
После присоединения в 1812 году Бессарабии к России в 1817 году определился центр города, были спланированы новые улицы и кварталы. Застройка велась преимущественно западнее старого города на склоне, возвышающемся над застроенной болотистой долиной. Новый район получил название верхнего города. Здесь появились первые прямые и широкие улицы: Золотая (ныне улица Александру чел Бун), Каушанская (Колумна), Московская (Штефан чел Маре). В центре города началось строительство митрополии (1814 год, на месте нынешнего Дома правительства), духовной семинарии, частных домов бояр Варфоломея, Катаржи, Донича, других крупных купцов и чиновников. Были предприняты первые шаги по благоустройству города. Появились уличные фонари, были осушены земли нижней части города, заложен первый городской парк (ныне парк «Штефан чел Маре»).

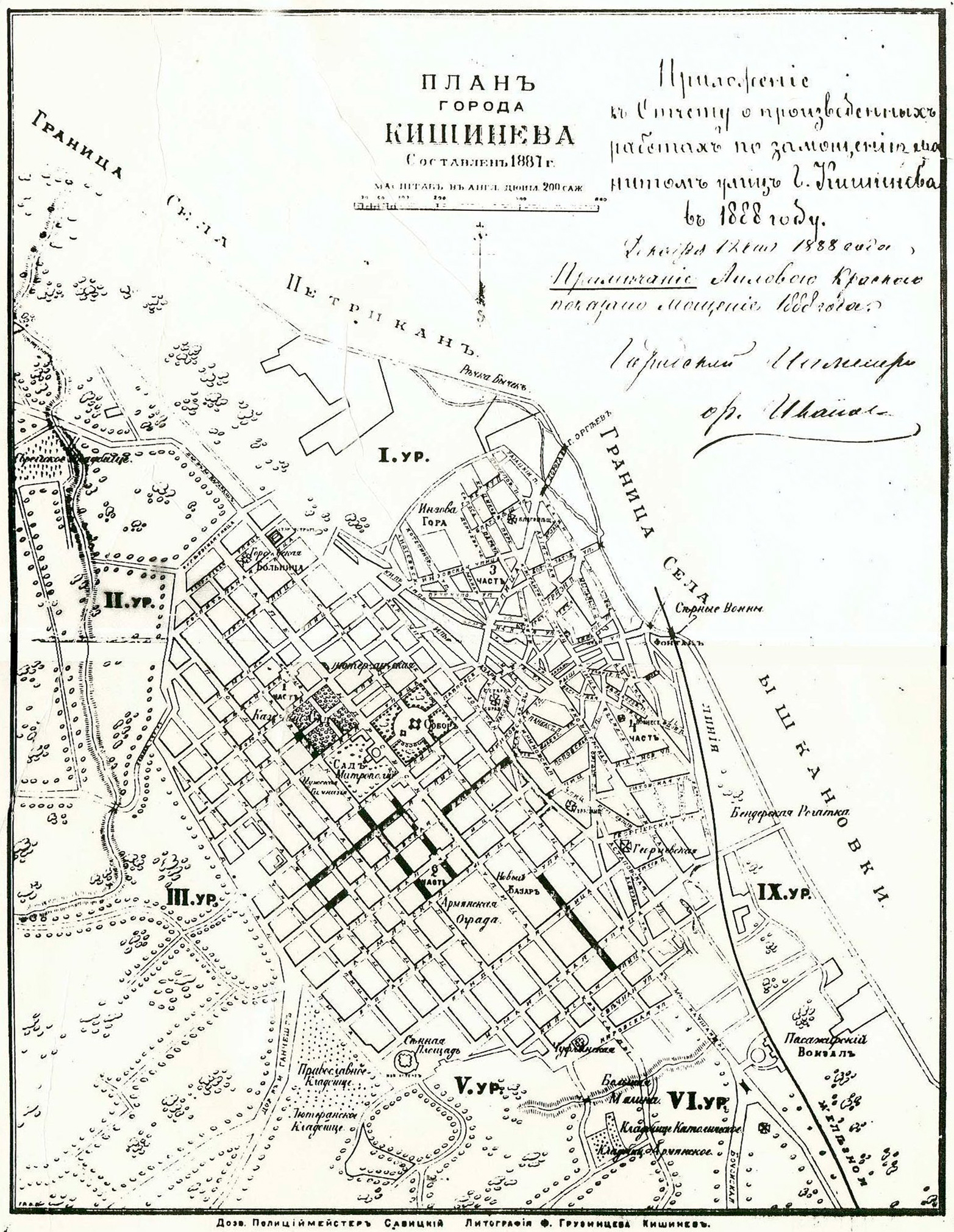
План Кишинёва 1887 года

В 1834 году был утверждён генеральный план Кишинёва, который определил центр города, его главную площадь, центральный парк (ныне Сквер кафедрального собора). Прямоугольная сетка широких улиц соответствовала принципам застройки южных городов Российской империи. В старом городе предпринимались попытки спланировать улицы и кварталы: некоторые дома сносились, улицы выравнивались. В центре города создается значительный архитектурный ансамбль. По проекту архитектора А. Мельникова в стиле позднего русского классицизма, в 1831—1836 годах здесь возводятся Кафедральный собор и колокольня. Затем вблизи собора под руководством архитектора И. Заушкевича сооружается Триумфальная арка.

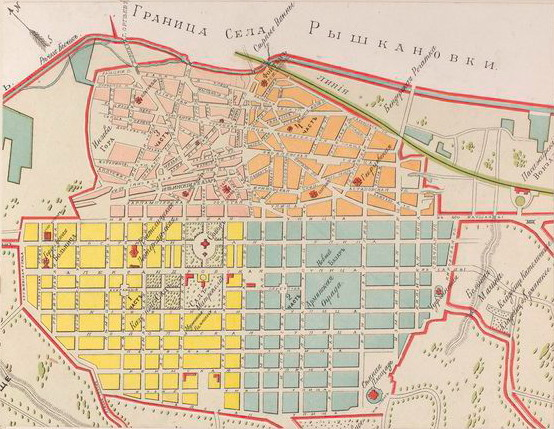
Граница села Рышкановка, 1889 год

Во второй половине XIX века строились учебные и административные здания, в применялись элементы византийской, романской и готической архитектуры, а также молдавского зодчества. Большая часть домов по-прежнему оставалась одноэтажной. В верхней части города среди них выделялись особняки, а в центре — многоквартирные доходные дома с магазинами на первых этажах. Дома украшались декоративными фронтонами. Только в 1862 году приступили к мощению улиц. Велось озеленение улиц и устройство парков. Благоустройству Кишинёва способствовал выдающийся архитектор Александр Бернардацци. Он был автором проектов наиболее значительных зданий конца XIX века. Бернардацци одним из первых применил в строительстве камень-ракушечник, добываемый близ Кишинёва. До этого здания возводились из камня под штукатурку. Только в конце XIX века в Кишинёве начали строить с применением чистой кладки, иногда со вставками из красного кирпича. В 1892 году были построены две водонапорные башни, что дало начало городскому водопроводу.
В конце XIX века Кишинёв занимал пространство более 660 десятин, имеющее неправильную фигуру в 5½ верст длины и 4 версты ширины, и разделялся на две главные части: нижний или старый город (278 футов над уровнем моря) и верхний (732 фута над уровнем моря); кроме того, к городу причислялись несколько предместий. В начале XIX века возводятся здания городской думы (ныне Примэрия), окружного суда (управление железной дороги), городского банка (органный зал), краеведческого музея.
В 1918—1940 годах Кишинёв застраивался небольшими особняками из кирпича и известняка. В годы Великой Отечественной войны город утратил жилой фонд на более чем 70 %.

## Советский период
В послевоенные годы по генеральному плану (1947) под руководством архитектора А. В. Щусева (главный инженер И. М. Бубис) был реконструирован проспект Ленина, проложены проспект Молодёжи и бульвар Негруцци, застроена Вокзальная площадь (вокзал — 1948 год, архитектор Л. М. Чуприн; привокзальная площадь — 1950 год, архитектор Д. И. Палатник). На рубеже 1960—1970-х годов построены крупные административные и общественные здания, в том числе: Дом правительства Молдавской ССР (1964, архитектор С. Д. Фридлин); Дворец «Октомбрие» (Национальный дворец), (1978, архитектор С. Д. Фридлин); ЦК КПМ (Парламент РМ), (1974, архитектор А. Черданцев); Кишиневский горком паритии (1977, архитектор Г. Соломинов); Молдавский государственный театр оперы и балета (1980, архитекторы Н. Куренной, А. Горшков; скульпторы В. Новиков, Н. Сажина, Б. Дубровин, Г. Дубровина); Зал «Дружбы» (Дворец Республики), (1984, архитектор Н. Загорецкий).
В Кишинёве были созданы новые промышленные районы: Новые Чеканы, Скулянка и другие. За 1955—1970 годы выросли благоустроенные жилые районы: Рышкановка, Ботаника, Боюканы и другие.
Установлены многие памятники: В. И. Ленину (1949, скульптор С. Д. Меркуров), Г. И. Котовскому (1953, скульпторы Л. И. Дубиновский и др.); Карлу Марксу (1967, скульптор А. Ф. Майко) и Болгарским ополченцам (1967, архитектор В. Л. Дементьев).
Решающим толчком в развитии города явилось постановление Совмина СССР 1971 года «О мерах по дальнейшему развитию города Кишинёва», когда городу из союзных фондов было выделено около миллиарда рублей.
В середине 1980-х годов был объявлен конкурс на лучший проект детальной планировки центра города. В 1987 году в Союзе архитекторов Молдавии состоялось общественное обсуждение выставленных на конкурс проектов. Но последующий распад Советского Союза помешал претворению в жизнь планов масштабного строительства.

## Современная архитектура
После обретения Республикой Молдова независимости, строительство в Кишинёве практически полностью приостановилось. Однако со временем начали восстанавливаться церкви, строятся элитные дома с дорогостоящими квартирами и фешенебельные особняки. Была расширена Измаиловская улица, построен автовокзал «Северный», реставрирован железнодорожный вокзал, построены многочисленные магазины и офисные здания. Из отрицательных сторон современного строительства можно отметить то, что активно ведётся застройка в бывших скверах и местах, где раньше были зелёные насаждения.
В октябре 2006 года было принято решение об увеличении площади Кишинёва и построении новых секторов (Будешты-2 и Новые Ставчены) с современной инфраструктурой, бизнес-центрами и многочисленными дорожными развязками. Постройка новых секторов позволит решить жилищную и обострившуюся в последнее время транспортную проблему столицы. Также планируется в течение 7 лет реконструировать проспект Кантемира, где предусматривается строительство трёх полос по обоим направлениям. Ширина дороги, включая тротуар, составит 70 метров. Будет полностью реконструирована и улица Букурешть. Её расширят на 3—4 метра. Предполагается, что по проспекту Штефана чел Маре будет разрешено движение только общественного транспорта.